# Bazylika św. Wincentego a Paulo w Bydgoszczy

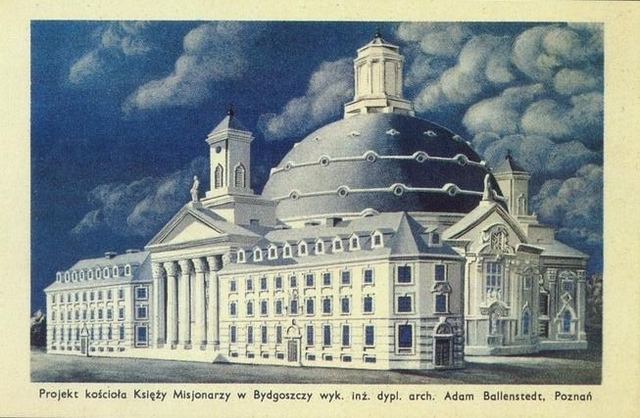
Projekt bazyliki arch. Adama Ballenstedta (1924)

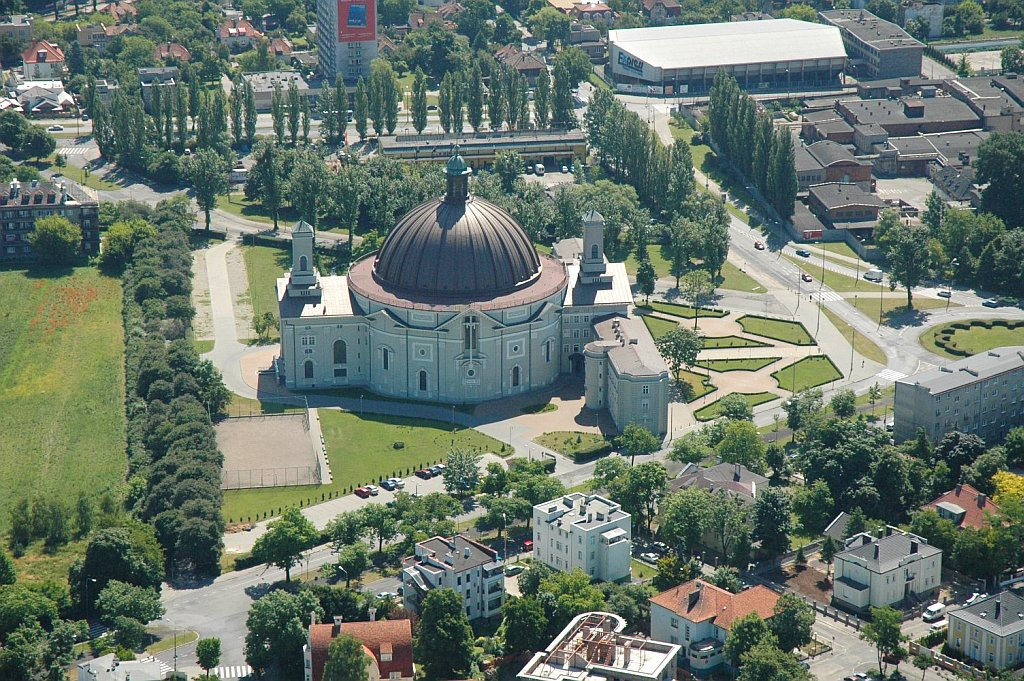
widok z lotu ptaka

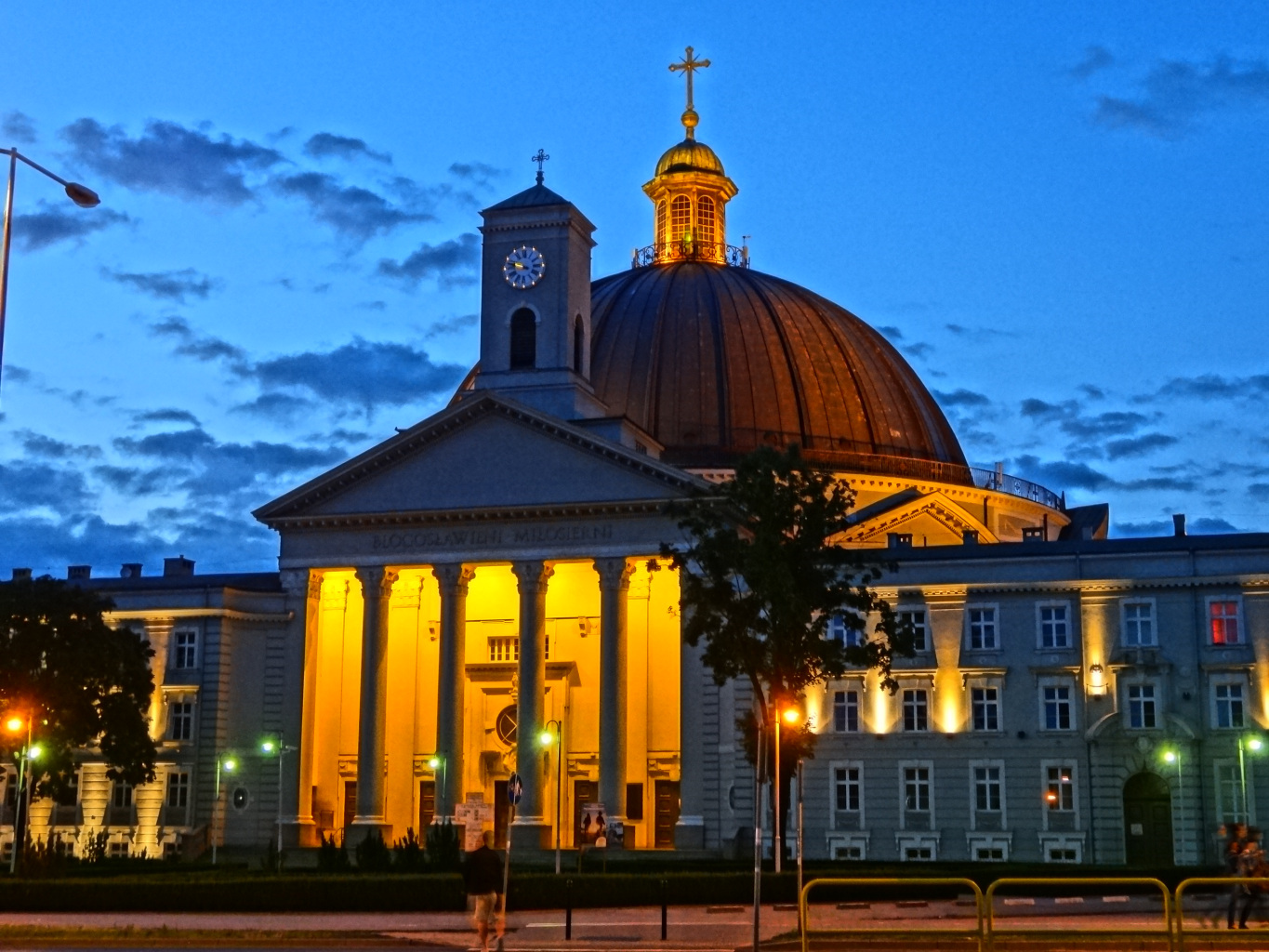
Bazylika o zmierzchu

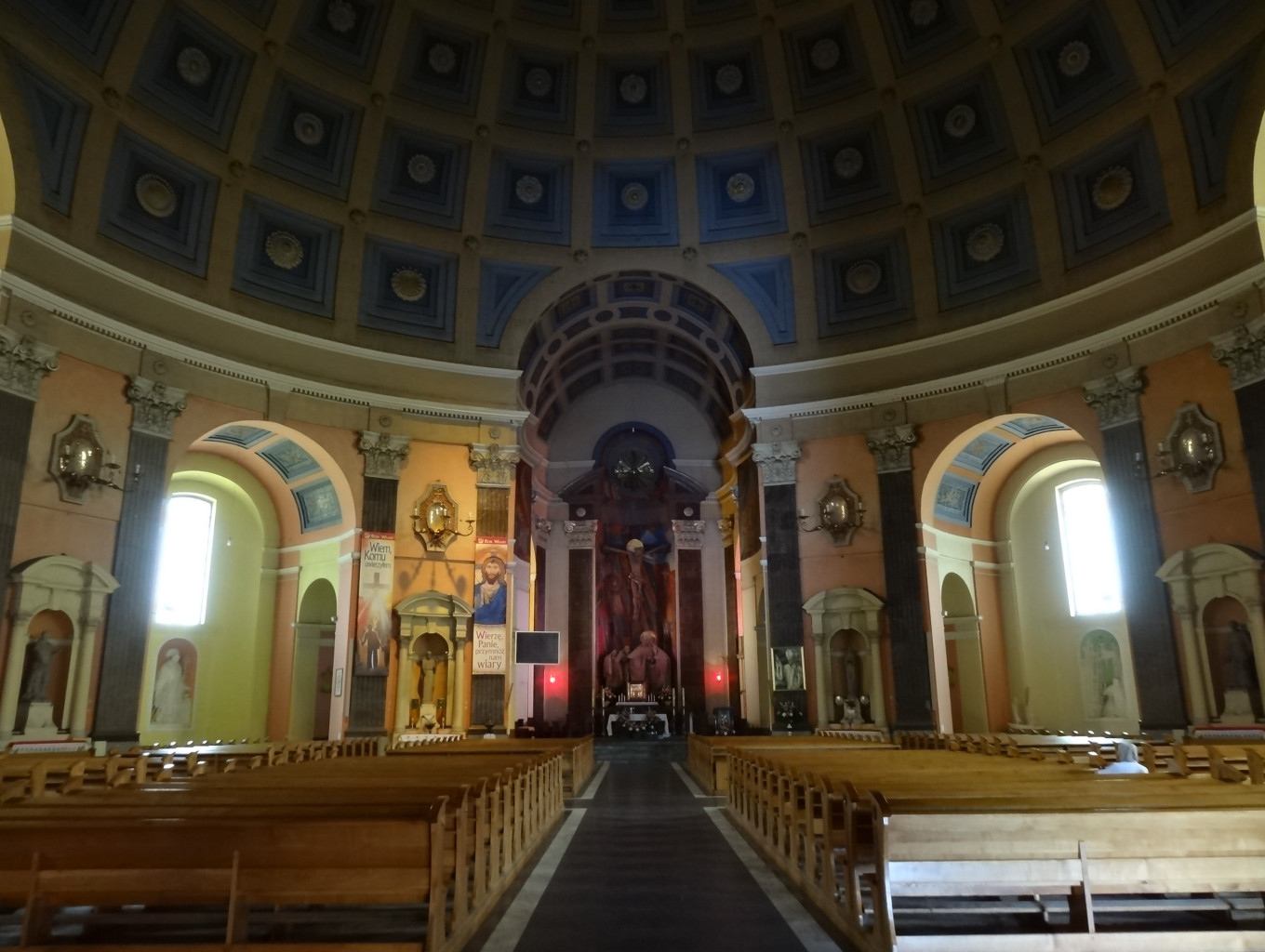
Wnętrze

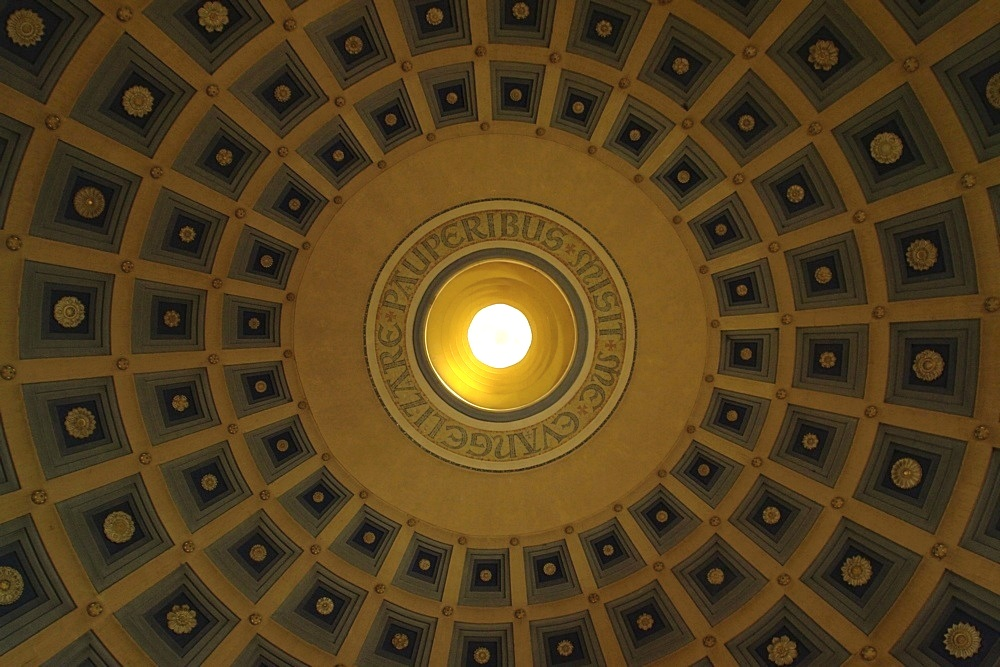
Kopuła od wewnątrz

Bazylika mniejsza św. Wincentego a Paulo – rzymskokatolicka bazylika mniejsza pw. św. Wincentego a Paulo w Bydgoszczy. Wzniesiona w stylu neoklasycystycznym według projektu Adama Ballenstedta. Wzorowana jest na rzymskim Panteonie.

## Historia kościoła
W listopadzie 1923 r. władze Bydgoszczy ofiarowały Zgromadzeniu Księży Misjonarzy św. Wincentego a Paulo działkę (5270 m kw.) pod budowę kościoła i szkoły z internatem dla 200 uczniów. W marcu 1924 r. rozpoczęto prace przygotowawcze według projektu architekta Adama Ballenstedta z Poznania. Nowa, monumentalna świątynia, miała być pomnikiem wdzięczności Opatrzności Bożej za powrót Pomorza do Polski i upamiętniać 300-lecie powstania Zgromadzenia Księży Misjonarzy (1625). Stylistycznie budowla miała nawiązywać do form neoklasycystycznych, natomiast w detalu architektonicznym do form neobarokowych.
1 maja 1924 r. dekretem kard. Edmunda Dalbora erygowana została parafia pw. św. Wincentego a Paulo, w której 15 października 1925 r. pracę duszpasterską rozpoczęli księża misjonarze. Do końca 1927 r. wybudowano prezbiterium kościoła, a na początku 1928 r. rozpoczęto prace fundamentowe pod korpus nawowy. Na przełomie 1931/1932 ukończone zostały oba skrzydła domu misjonarskiego, w jednym z nich siedzibę miała szkoła dla chłopców. Pod koniec 1933 r. postawiono mury rotundy, na których w 1935 osadzona została żelbetowa kopuła. Do końca 1938 r. kościół został ukończony w stanie surowym.
16 września 1939 r. kościół został zajęty przez wojska niemieckie, a dom misjonarski przeznaczony na koszary policji. Kościół został sprofanowany, rozkradziono elementy wyposażenia. Przed wycofaniem się z Bydgoszczy, wojska niemieckie 19 stycznia 1945 r. podpaliły kościół. Rozmiar strat oszacowano na 1 466 808,10 złotych według cen przedwojennych.
15 marca 1945 r. do Bydgoszczy przybyli pierwsi misjonarze z Krakowa. Kościół został odgruzowany i otwarty dla kultu. Od 27 maja 1945 r. w bazylice odbywają się regularne nabożeństwa. Rozpoczęto długotrwały proces odbudowy. W 1949 r. poświęcono kaplicę Matki Boskiej Częstochowskiej, w latach pięćdziesiątych otynkowano wewnętrzne ściany kościoła, w 1966 opracowano projekt kopuły zewnętrznej. Od 1967 r. pracami nad odbudową kościoła kierował prof. Wiktor Zin; w tym samym roku na kopule bazyliki ustawiono latarnię ze stalowym krzyżem o wysokości 6 m.
Według projektu Zina zamontowano we wnętrzu marmurowe pilastry o korynckich kapitelach, zbudowano chór muzyczny, zainstalowano mozaikowe lustra odblaskowe przy kinkietach głównej rotundy. Prof. Zin zaprojektował także mozaiki na sklepieniach naw, wystrój prezbiterium, oraz rozety w kasetonach kopuły i witraże.
W kolejnych latach prowadzono dalsze prace budowlane: ułożono w całym kościele marmurową posadzkę i otynkowano zewnętrzne ściany, stosując pierwotnie projektowany detal sztukatorski. W 2020 r. kosztem 0,5 mln zł przeprowadzono remont pochodzącej z 1967 r. latarni, w ramach którego zdemontowano czasowo wieńczący ją metalowy krzyż, który groził zawaleniem. Po renowacji został on obity (podobnie jak latarnia) blachą miedzianą, a jego kontury pozłocono. W 2021 r. rozpoczęto remont kopuły; pokrywająca ją blacha (o łącznej masie 20 ton) z powodu reakcji z blachą miedzianą latarni przeciekała, w wyniku czego woda przedostawała się pod warstwę ocynkowanej blachy i spływała po wewnętrznej warstwie papy. Szacowany koszt prac to 4–4,5 mln zł; w 2021 r. kosztem 1,3 mln zł pozyskanych głównie z dotacji ministerialnej wymieniono blachę na 4 z 24 oddzielonych żebrami pól tworzących kopułę, której powierzchnia wynosi ok. 2500 m kw..
7 października 1997 r. papież Jan Paweł II podniósł kościół do godności bazyliki mniejszej.

## Proboszczowie i superiorowie bazyliki
1. ks. Antoni Mazurkiewicz CM (1924–1928)[5]
2. ks. Ludwik Moska CM (1929–1937)
3. ks. Jan Wagner CM (1937–1939)[5]
4. ks. Edmund Włodarz CM (1940–1941)
5. ks. Władysław Giemza CM (1945–1957)[5]
6. ks. Paweł Teodorowski CM (1957–1962)[5]
7. ks. Ludwik Sieńko CM (1962–1980)[5]
8. ks. Antoni Strycharz CM (1980–1986)[5]
9. ks. Czesław Żak CM (1986–1992)[5]
10. ks. Edmund Karuk CM (1992–1996)[5]
11. ks. Augustyn Konsek CM (1997–2004)[5]
12. ks. Marek Bednarek CM (2004–2013)[5]
13. ks. Mieczysław Kozłowski[11] CM (2013–2019)
14. ks. Sławomir Bar CM[11] (od 2019)

## Wyposażenie
- Ołtarz główny – zaprojektowany w całości przez Wiktora Zina, składa się z monumentalnej grupy ukrzyżowania i mozaiki. Ogromny krucyfiks, stojąca pod nim grupa Wincentego a Paulo z ubogimi, przedstawione są na tle mozaiki, która w abstrakcyjno-symbolicznym związku łączy się treściowo z Grupą Ukrzyżowania. Dopełnieniem treściowym i symbolicznym ołtarza są dwie mozaiki na ścianach prezbiterium przedstawiające związane ze Wincentym a Paulo dzieła miłosierdzia chrześcijańskiego.
- Ołtarze boczne – wokół rotundy kościoła, podobnie jak w rzymskim Panteonie, umieszczono osiem edykuł – dekorowanych wnęk. Każda z nich stanowi osobny, boczny ołtarz flankowany dwiema korynckimi kolumnami. W niszach umieszczone są posągi świętych.
- Kopuła – najbardziej monumentalny element wnętrza. Zgodnie z projektem Wiktora Zina zamontowano w kasetonach kopuły rozety – stylizowane kwiaty polskie. W 108 kasetonach znalazły się 32 różne motywy rozet. Na żebrach kopuły umieszczono stylizowane gwoździe, rytmizujące wnętrze czaszy[7].
- Chór muzyczny i mozaika „Stworzenie Świata” – umieszczone nad wejściem w arkadzie zachodniej kościoła. Żelbetowa płyta nośna została umieszczona na wysokości 8 metrów nad posadzką kościoła. Do niej zamocowano podwieszaną mozaikę „Stworzenie Świata”. Mozaika jest najbogatszym, pod względem formalnym i treściowym, elementem wyposażenia świątyni. Kompozycja jest abstrakcyjnym przedstawieniem biblijnego opisu stworzenia świata z Księgi Rodzaju. Wydaje się jednak, że stanowi zbitkę kosmogonii, historii biblijnej i kosmogonii naukowej. Środkami wyrazu są linie i kolory. Kolorystyka została zredukowana do trzech barw – czerwieni, błękitu i żółci (złota)[7].
- „Drzwi Błogosławieństw” – składające się z 16 płaskorzeźb brązowe drzwi, umieszczone w zachodnim wejściu do kościoła. Ich autorem jest bydgoski rzeźbiarz Michał Kubiak. Awers drzwi przedstawia osiem błogosławieństw Chrystusa z Ewangelii Mateusza (5,3–11). Na rewersie umieszczone są m.in.: herb Bydgoszczy, monogram Wincentego a Paulo i herb Zgromadzenia[7].

## Parafia
Od 1925 r. parafia zarządzana jest przez Zgromadzenie Księży Misjonarzy św. Wincentego a Paulo. Oprócz pracy duszpasterskiej, katechizacji w szkołach, kapłani podejmują także posługę w szpitalach, prowadzona jest kuchnia dla ubogich, świetlica dla dzieci z patologicznych rodzin. Przy parafii działa klub sportowy.
Od 1928 r. przy bazylice działa parafialny chór Vincentinum – obecnym dyrygentem jest Dariusz Rynkowski.
Od 1982 do 1986 r. mieściła się tu bydgoska siedziba Prymasowskiego Komitetu Pomocy Osobom Uwięzionym i ich Rodzinom.
W czasie pandemii Covid-19 kaplica akademicka została przekształcona w noclegownię dla bezdomnych. Kontynuacją tych działań stało się uruchomienie 18 października 2021 r. w lewym skrzydle bazyliki Ogrzewalni u Miecia – noclegowni dla 50 osób z recepcją, pralnia i łaźnią, nazwanej ku czci dawnego proboszcza ks. Mieczysława Kozłowskiego. W razie większych potrzeb funkcję noclegowni dla kobiet i dzieci będzie pełnić Dom Miłosierdzia im. św. Małgorzaty Marii Alacoque przy ul. Nasypowej.

## Galeria

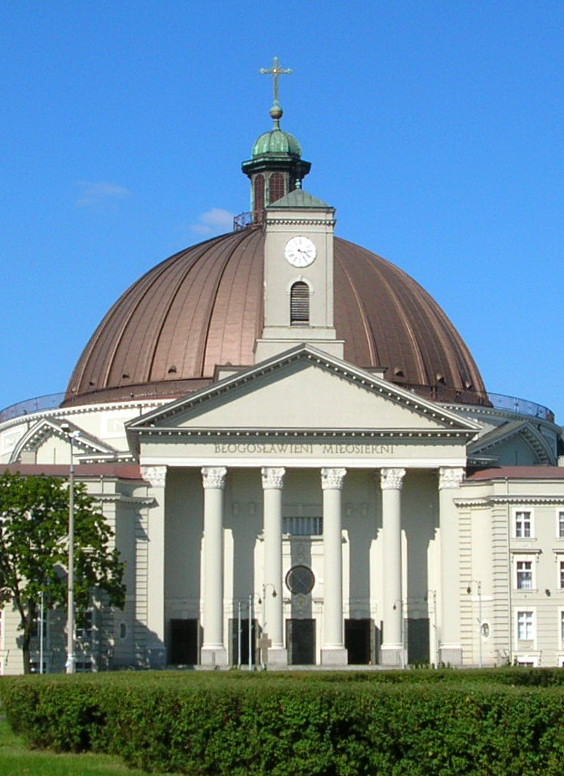
Front
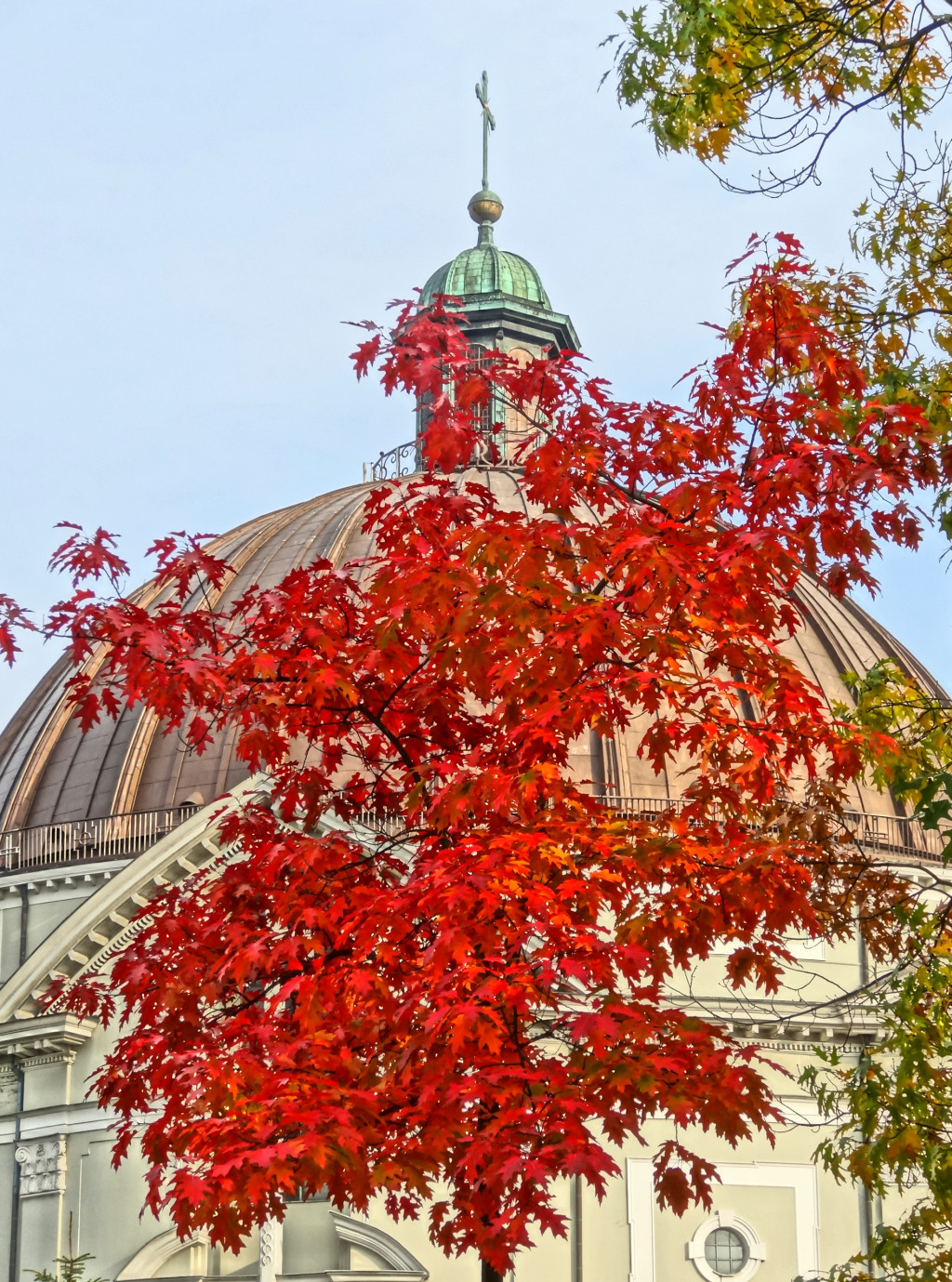
Jesienią
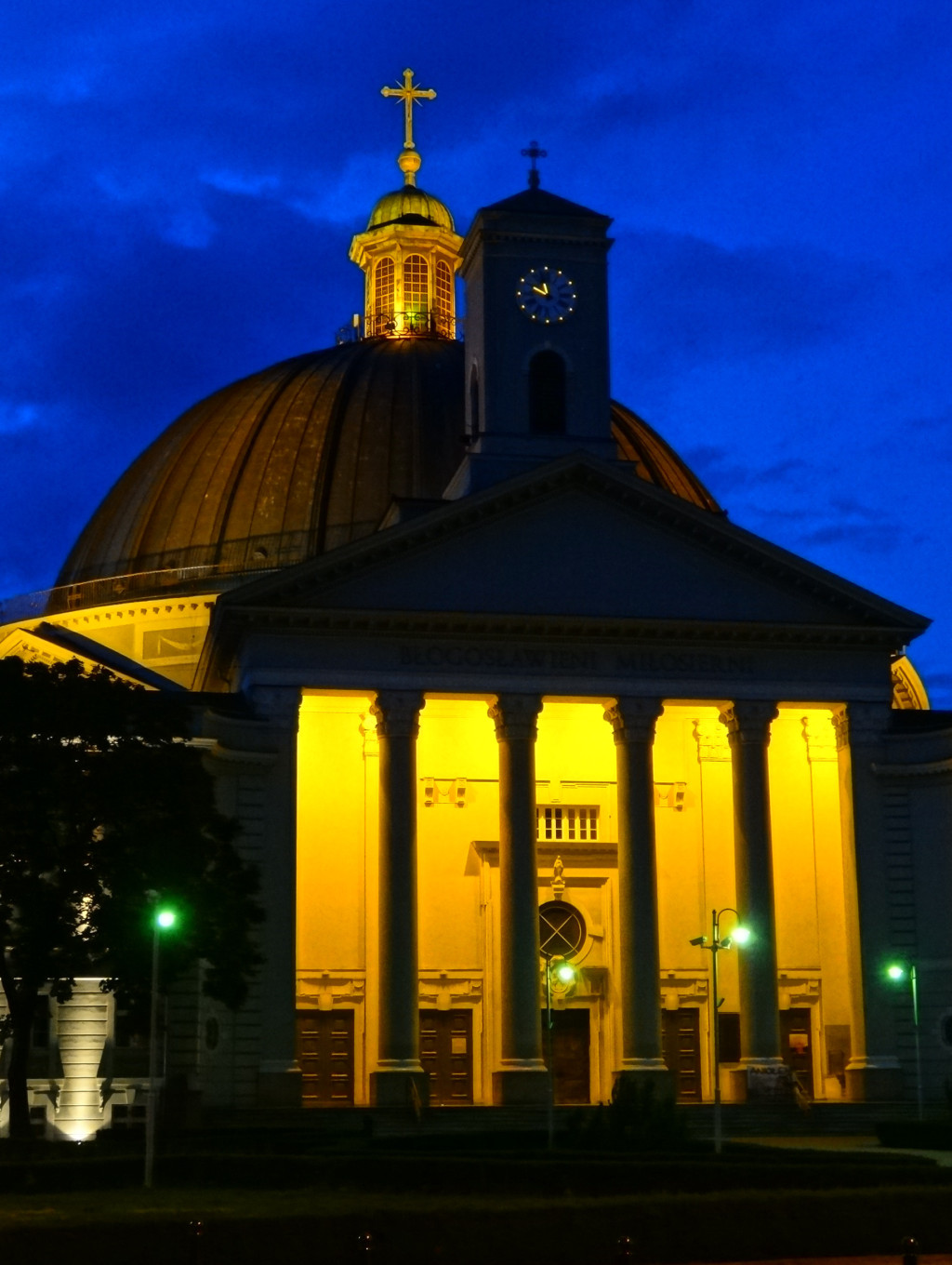
Nocą
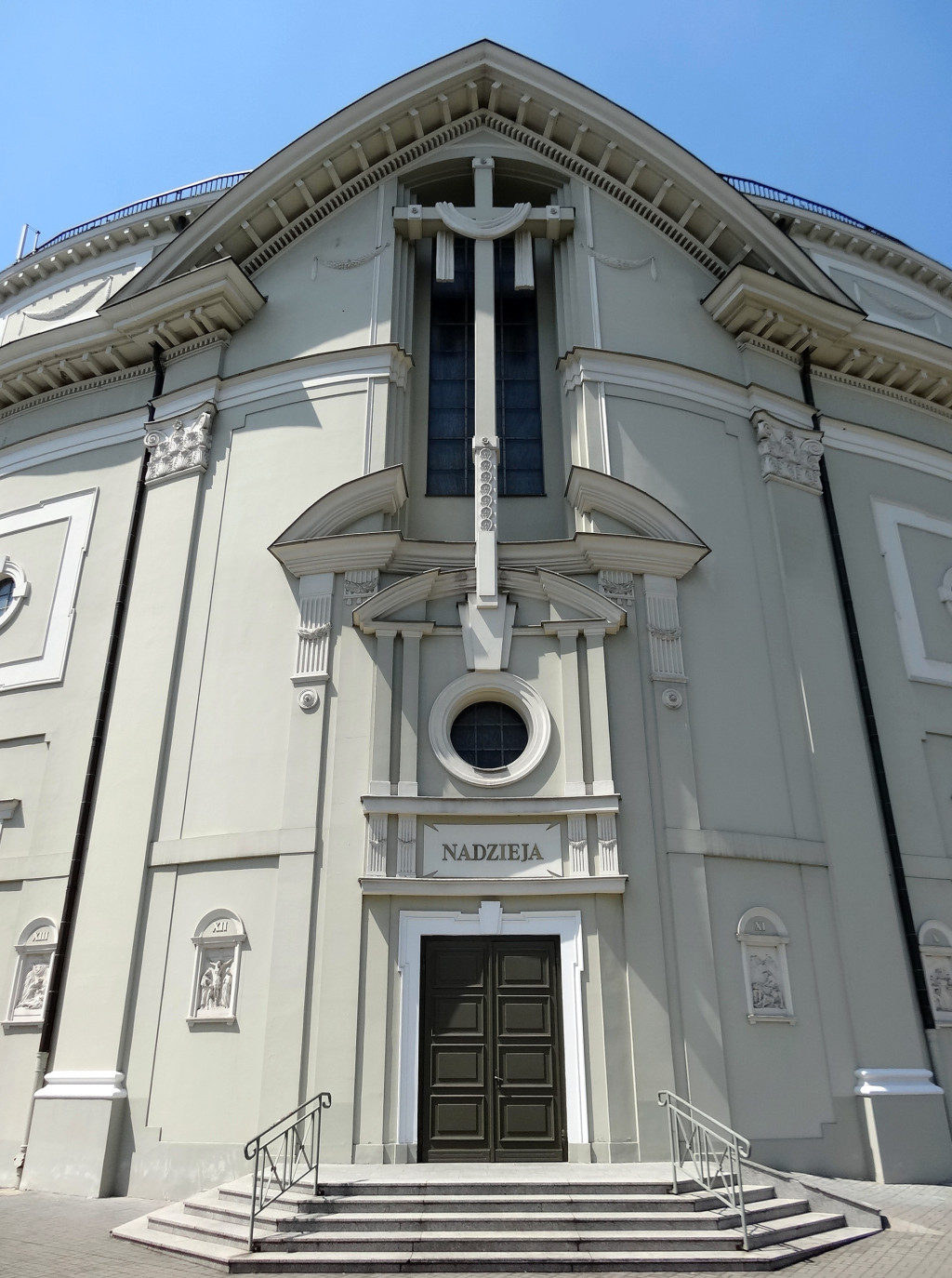
Fasada wschodnia
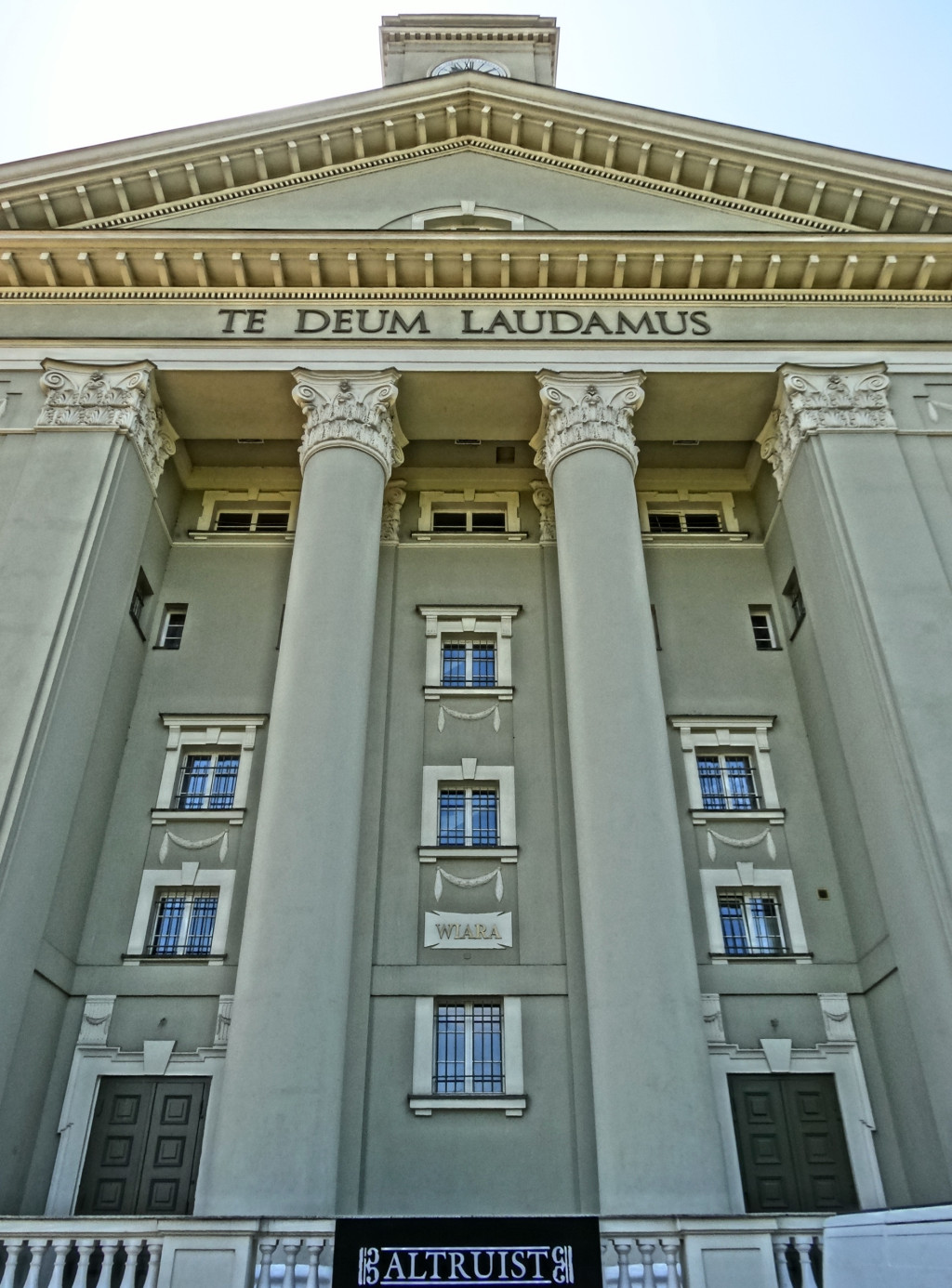
Kolumnada
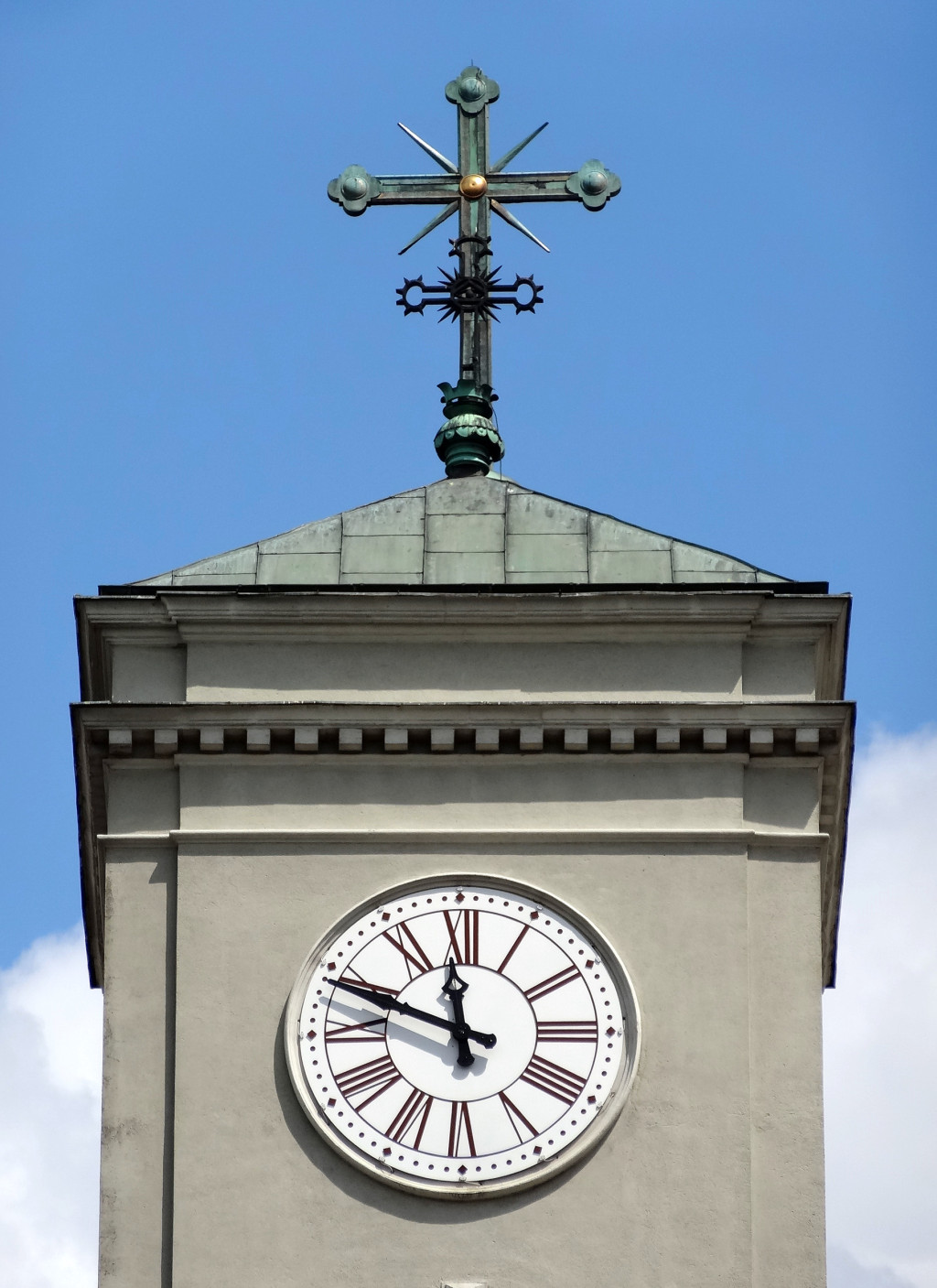
Wieża zegarowa
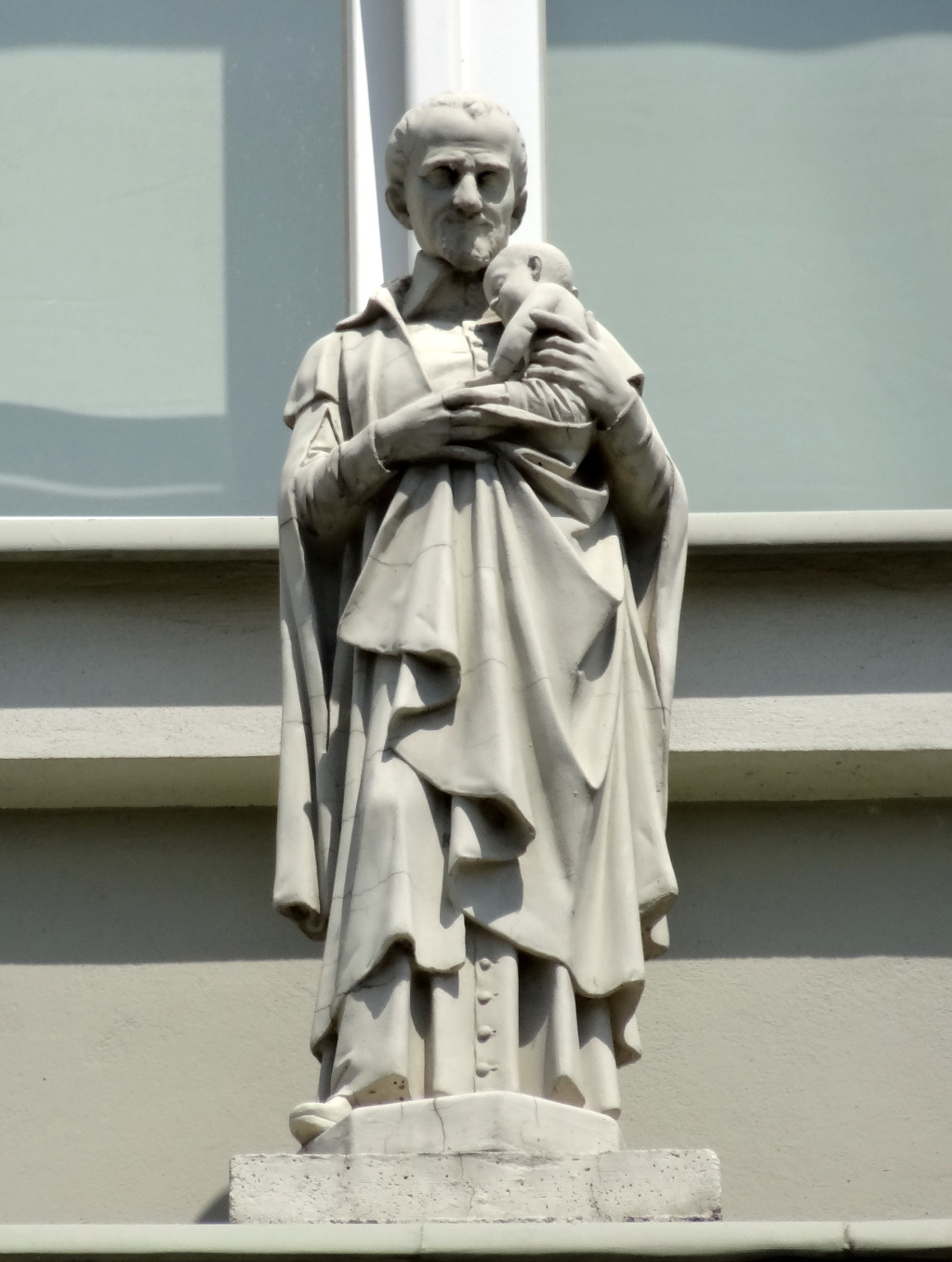
Rzeźba patrona św. Wincentego a Paulo
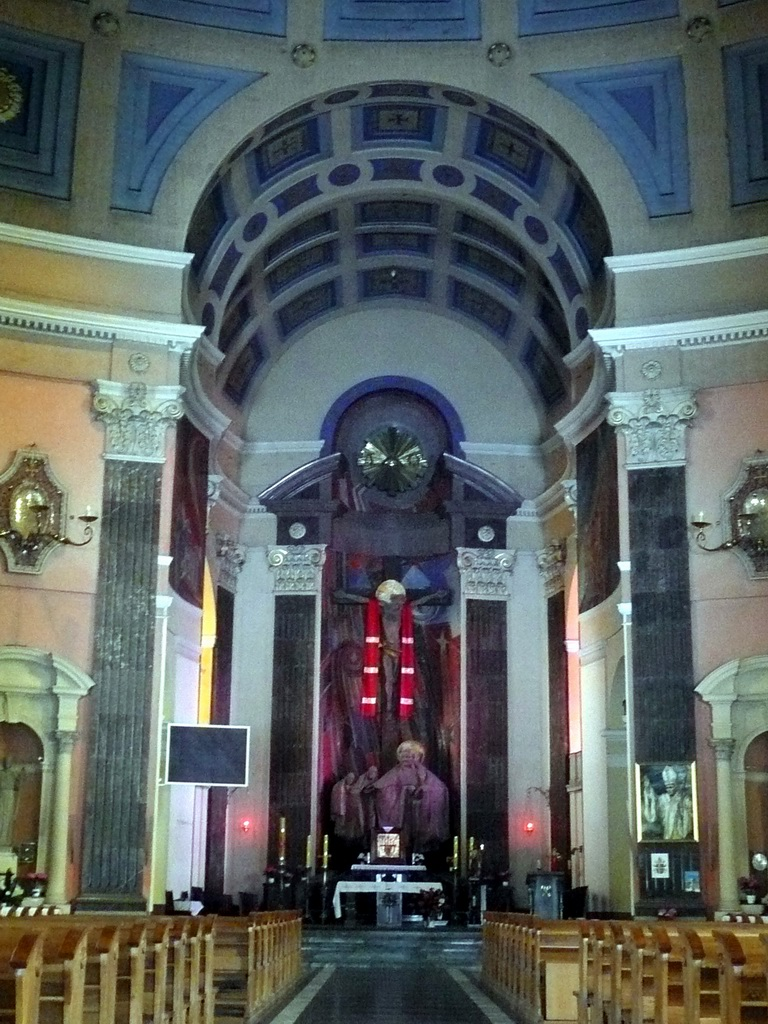
Ołtarz główny
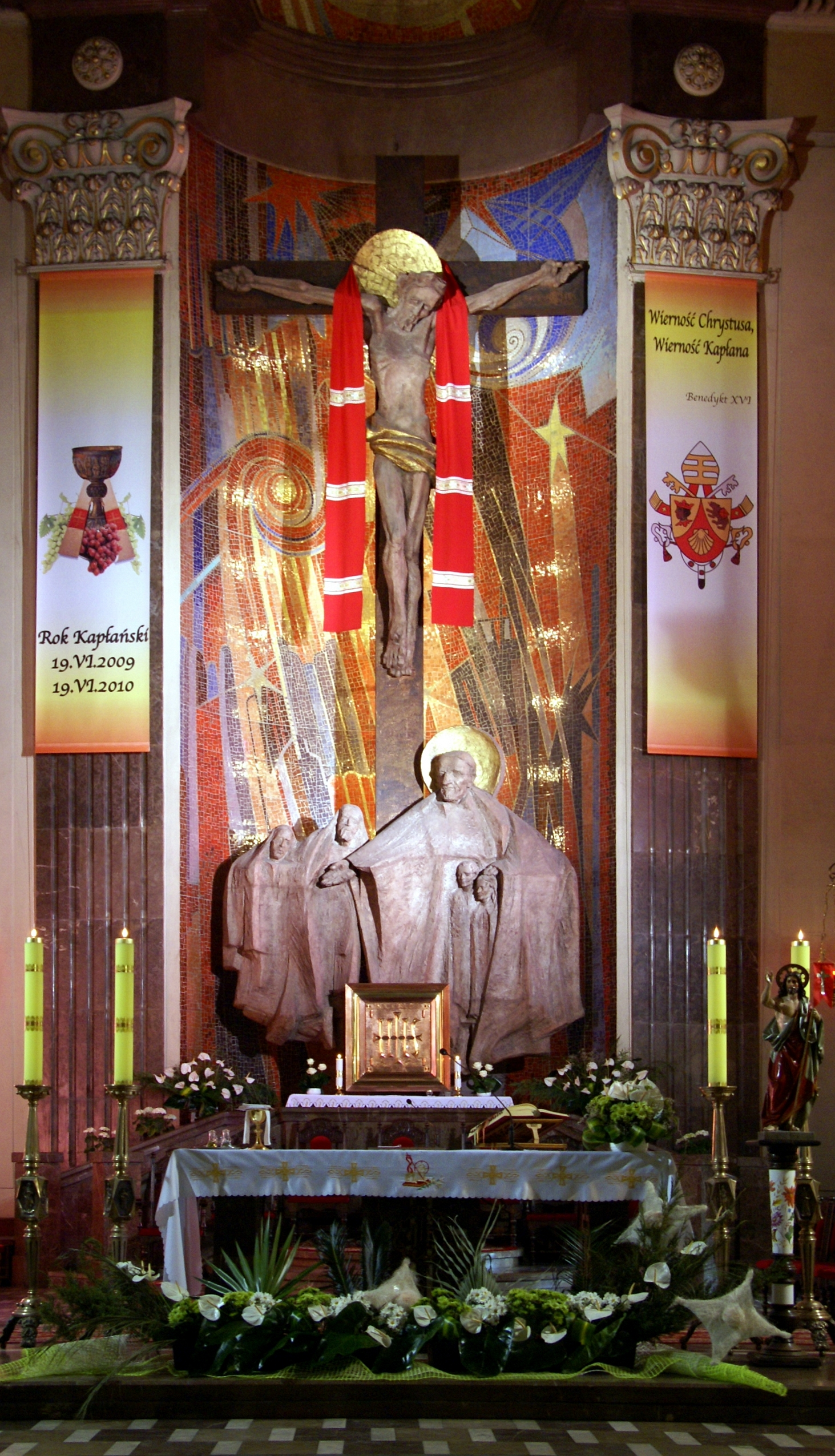
Zbliżenie ołtarza
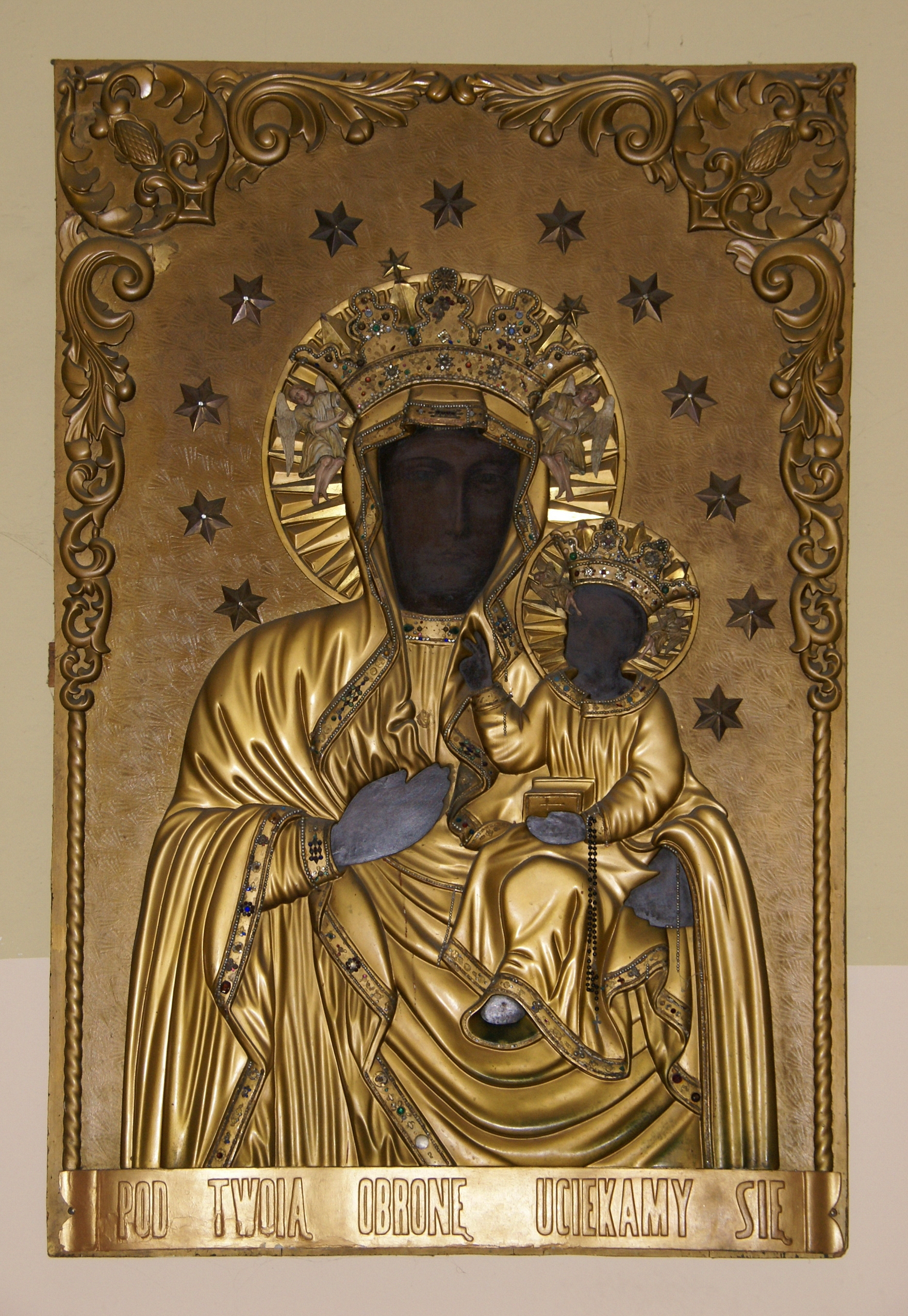
Obraz Matki Boskiej Częstochowskiej
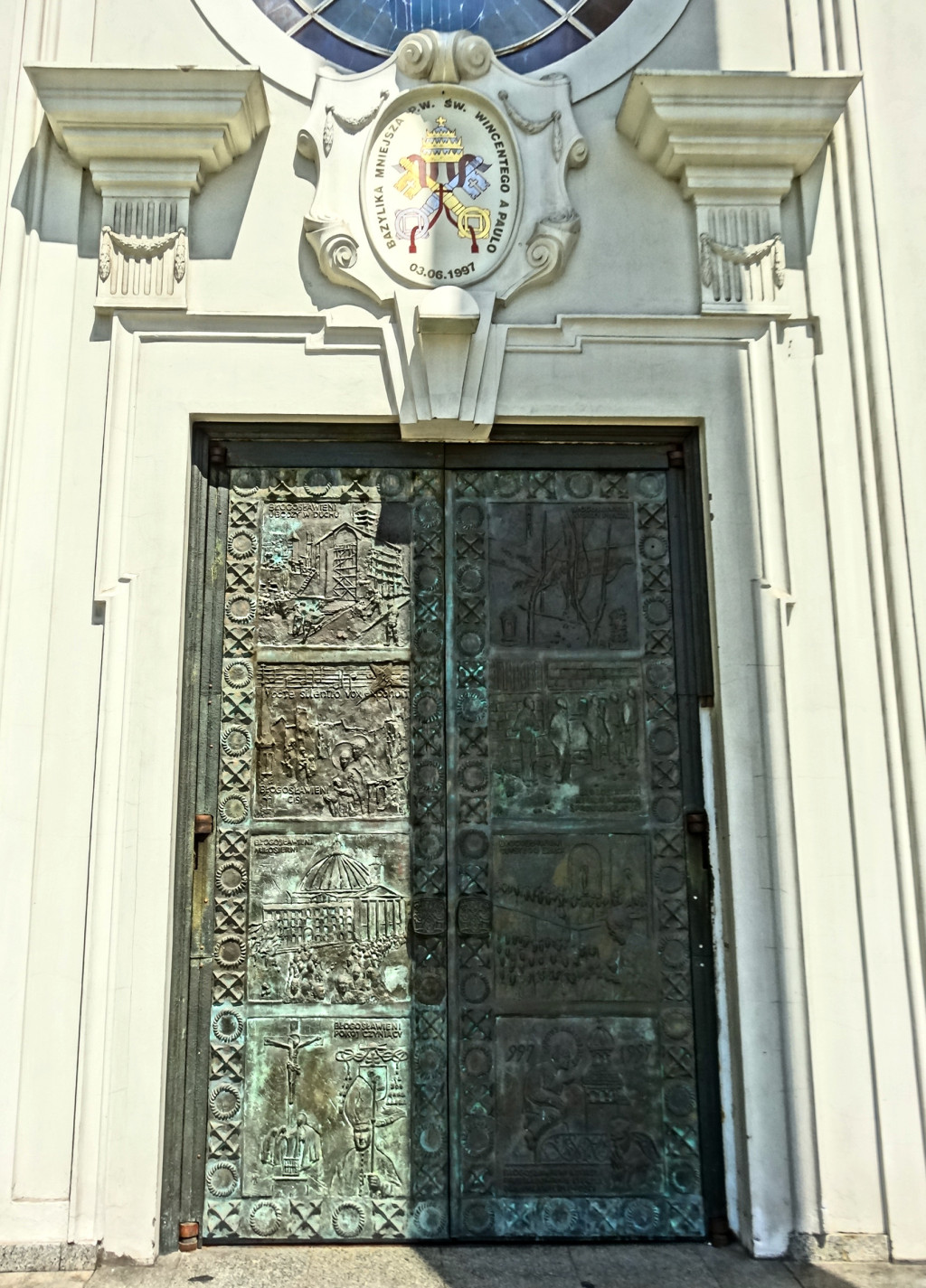
Portal
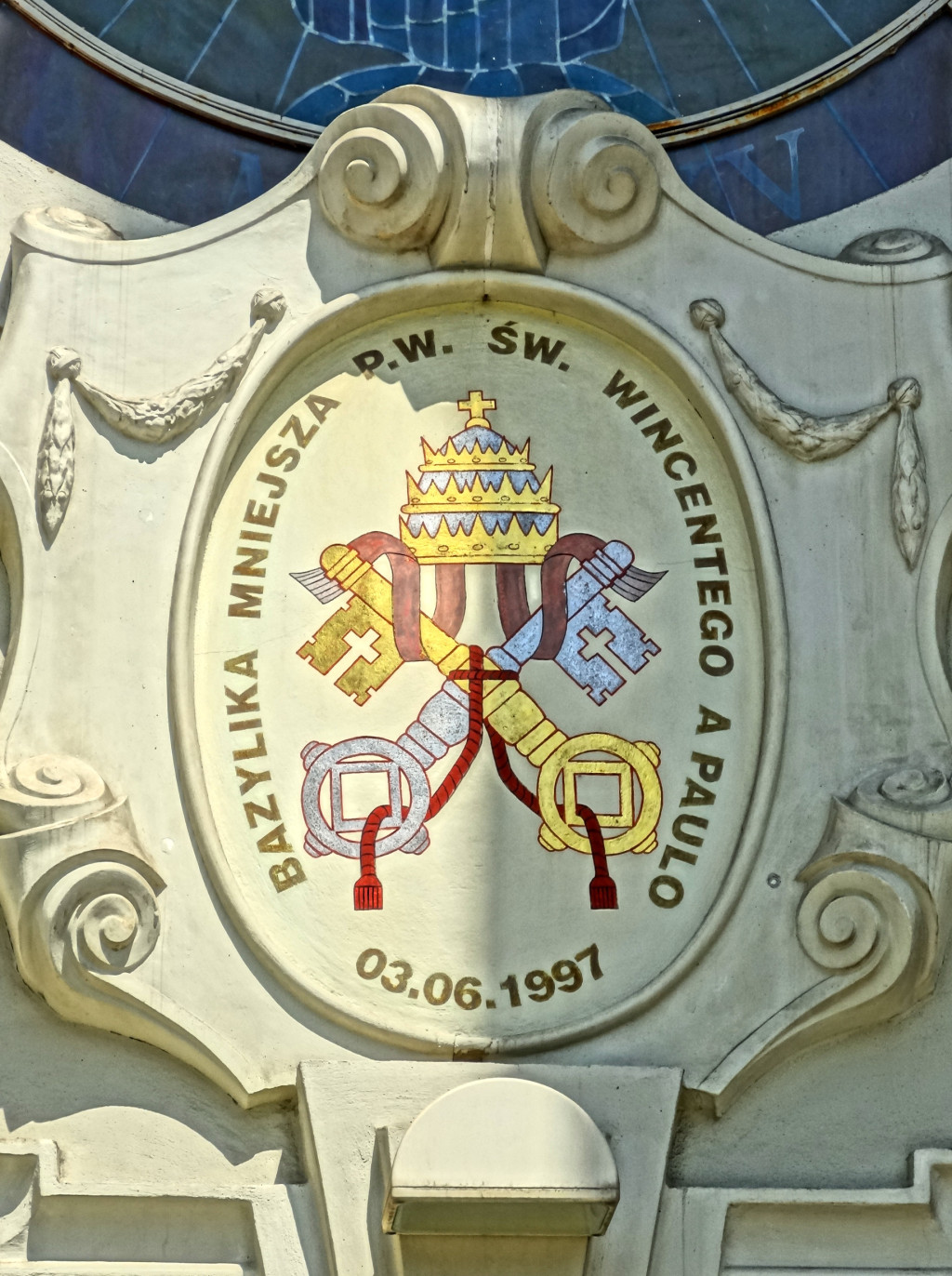
Kartusz papieski
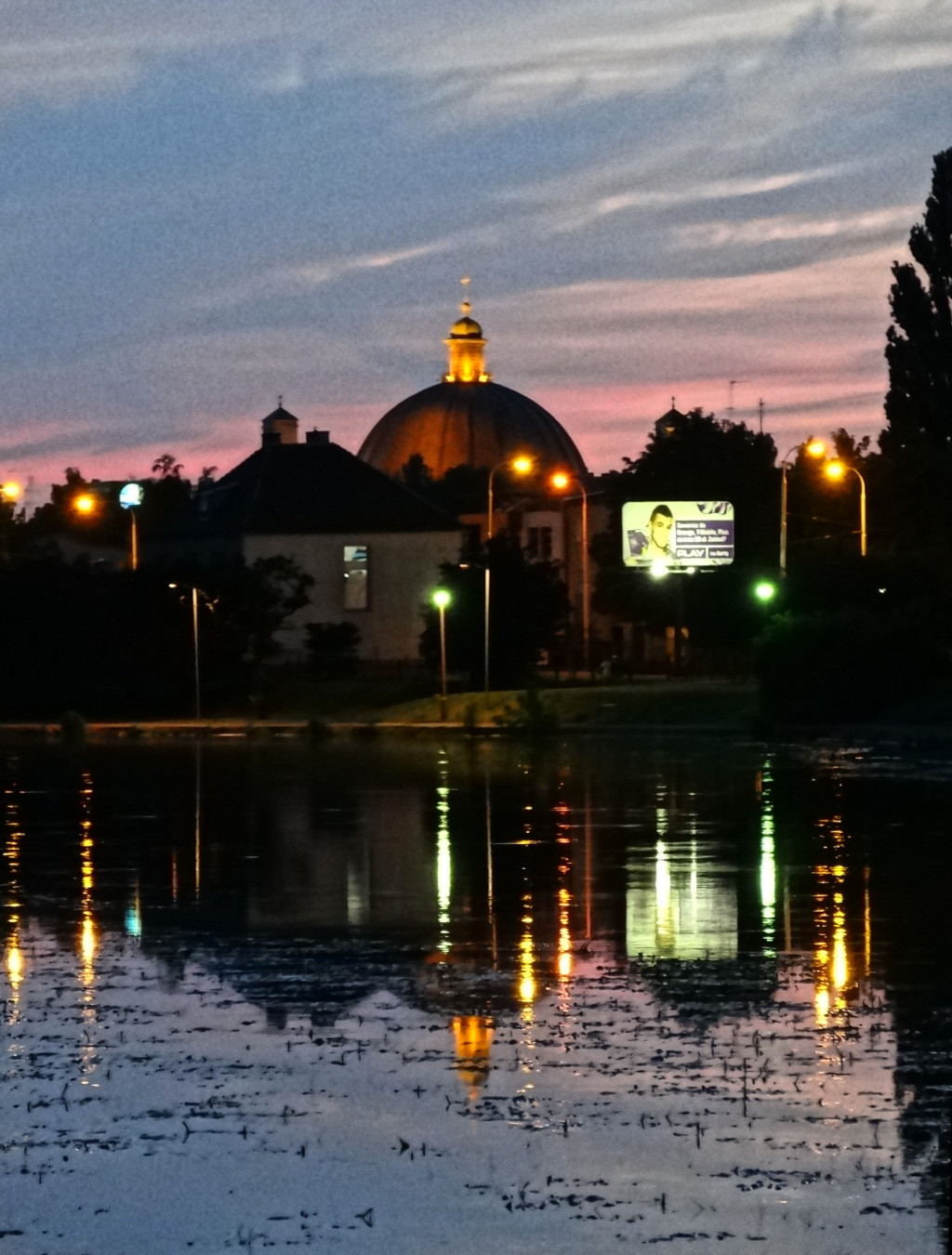
Od Brdy
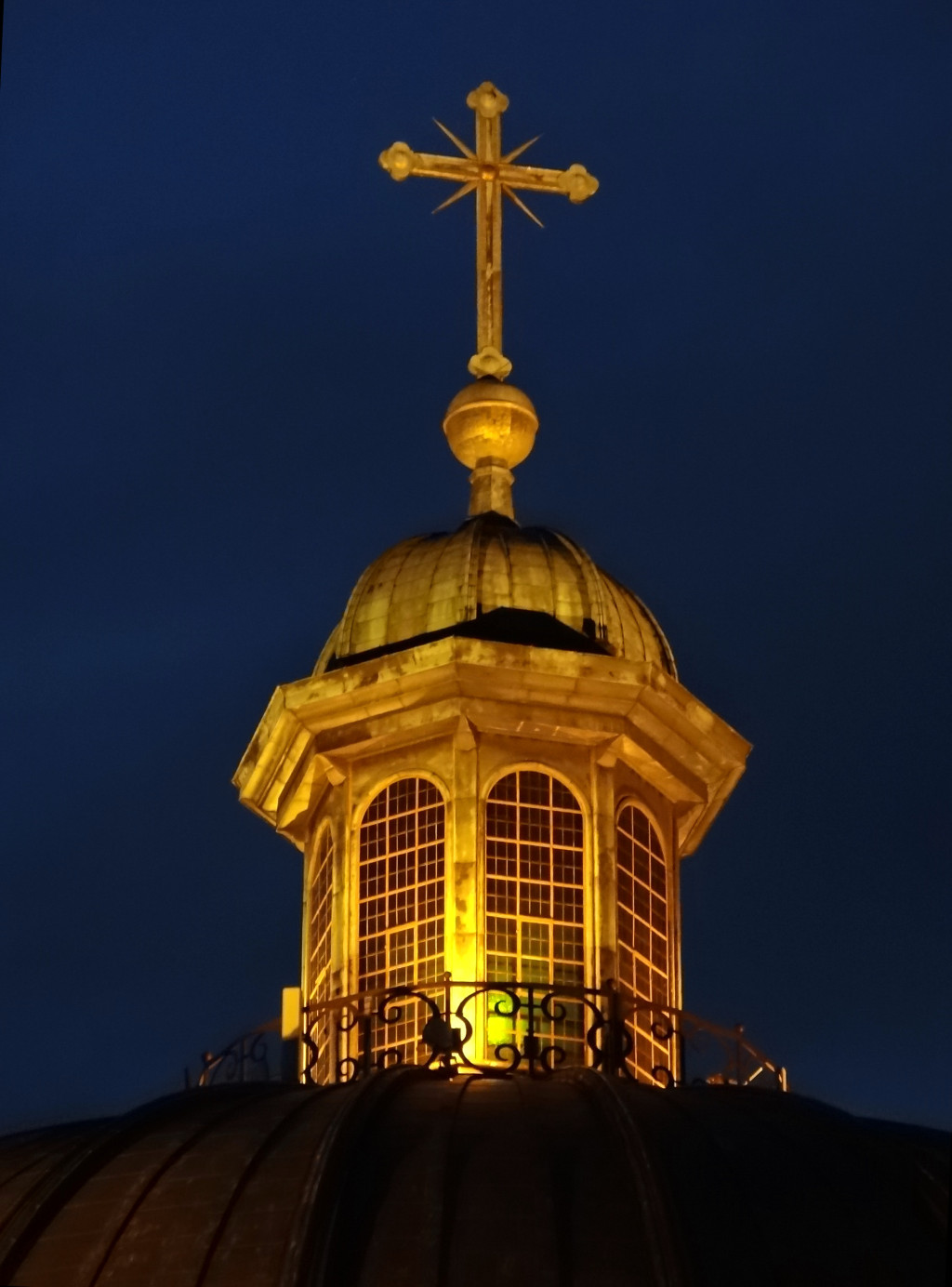
Wieża z krzyżem
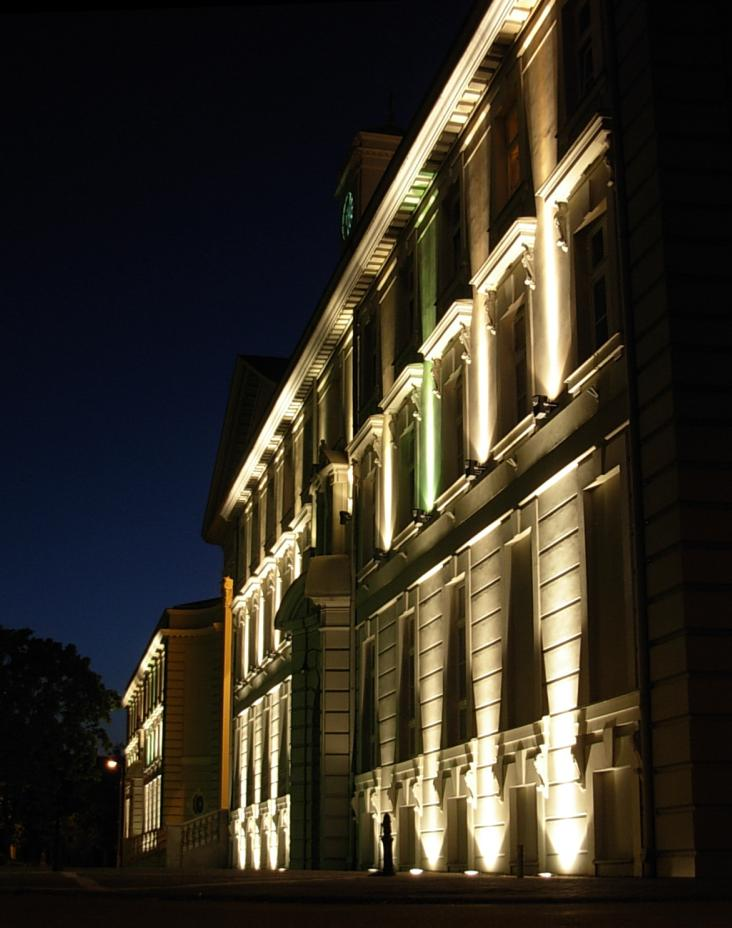
Front nocą